# Burg Windeck (Neidlingen)
Die Burg Windeck ist eine abgegangene Höhenburg auf einem 722,6 m ü. NN hohen schmalen Berggrat 1000 Meter ostnordöstlich von der Gemeinde Neidlingen im Landkreis Esslingen in Baden-Württemberg.
Die Burg Windeck war vermutlich eine Vor- oder Nebenburg der Burg Merkenberg und ist mit dieser im 14. bis 15. Jahrhundert verschwunden.
Der Burgstall zeigt nur noch zwei Gräben.